# Малые трактаты
Малые трактаты (др.-евр. קטנות‬) — в иудаизме общее название нескольких кратких талмудических трактатов, часть которых имеется во всех изданиях Талмуда и помещена в отделе Незикин за трактатом «Авот», а другая часть сохранилась в рукописи и появились в изд. Р. Кирхгейма (1851).
Составление этих кратких трактатов, по крайней мере части их, относится к гаонейскому периоду (VII—XI века), — времени, когда разбираться в пространных талмудических дискуссиях стало довольно трудным делом и ощущалась потребность в кратких руководствах для галахи.
Согласно Вейсу, автор Малых трактатов частью заимствует из Талмуда и родственной ему литературы или из поталмудических источников, частью же вводит новые положения, составленные им дедуктивным способом из правил, имевшихся уже в прежних источниках, причём в первом случае он приводит извлечение в сокращённой форме или в исправленном виде согласно толкованию амораев, иногда прибавляет несколько слов для лучшего разъяснения текста и соединяет две главы в одну.

## Упоминания
«Halachot Gedolot» (IX век) называет их «חיצוניות» (внешними), то есть неканоническими барайтами (ברײתות; барайтот).
Вейс полагает, что под названием מסכתות רבנן בבלאי — «трактатов вавилонских учёных», — упомянутых в «Мидраш Тегилим» к 104, 24, подразумеваются Малые трактаты. Однако, в неполном издании Р. Кирхгейма они носят название ירושלמיות «палестинских».
Рабби Палтай гаон (Paltai Gaon) выразил недовольство составлением таких сборников, называя их «урезанными положениями Галахи» (הלכות קטועות), так как из-на них пренебрегали изучением Талмуда.

## Перечень малых трактатов
1. «Авот рабби Натана»
2. «Соферим» (םופדים)
3. «Эвель Раббати[англ.]» (буквально, «Большой трактат о трауре») содержит правила о трауре, а также об отношениях к умершему и умирающему, начиная с момента агонии. Эвфемистическое название этого трактата как «Семахот» (שמחות; букв., «Радости») не было известно гаонам.[2]
4. «Калла» (כלה)
5. «Дерех-Эрец[англ.]» (דרך ארץ)
6. «Дерех-Эрец Зута[англ.]» (דרך ארץ זוטא)
7. «Сефер-Тора» ил «Свиток Торы» (םפד תורה) — о правилах писания Торы, имеет пять глав[2].
8. «Правила о Мезузе» (מזוזה) состоит из двух глав[2].
9. «Правила о Циците» (ציצית) имеет одну главу[2].
10. «Тефиллин» (תפילין) — правила о филактериях («охранных амулетах»), состоит из одной главы[2].
11. «Авадим» (מם׳ עבדים) — о евреях-рабах (три главы)[2].
12. «Герим» (מם׳ גרים) — o прозелитах (четыре главы)[2].
13. «Кутим» (כותים)